# Мечеть Ларнаки
Мечеть Ларнаки — старовинна мечеть у старій турецькій частині міста, навпроти замку Ларнаки.

## Історія
Османи висадилися в цьому регіоні острова в 1570 році, зустрівши незначний опір з боку венеційців, які вирішили битися з османськими арміями лише в Нікосії та регіоні Фамагуста. Ларнака використовувалася як база постачання та військово-морської бази. Османи захопили весь острів у 1571 році.
Будівля мечеті була католицькою церквою, присвяченою святій Катерині, і, ймовірно, була побудована в 13 або 14 столітті. Мінарет був добудовано пізніше.
Найдавніша згадка про мечеть міститься в документі 1747 року, в якому Бекір-паша, який побудував акведук Ларнаки, вказав, що громадський фонтан при мечеті повинен отримувати воду з акведука. Цей громадський фонтан і сьогодні зберігся за межами мечеті.
Наразі її використовують сирійці, ліванці та іранці.

## Архітектура
Зона для обмивання знаходиться на нижньому поверсі.  Зовнішніми сходами можна підняися на верхній рівень після обмивання. Будівля мечеті збудована з кам'яної цегли, без зовнішнього розпису. 

## Галерея

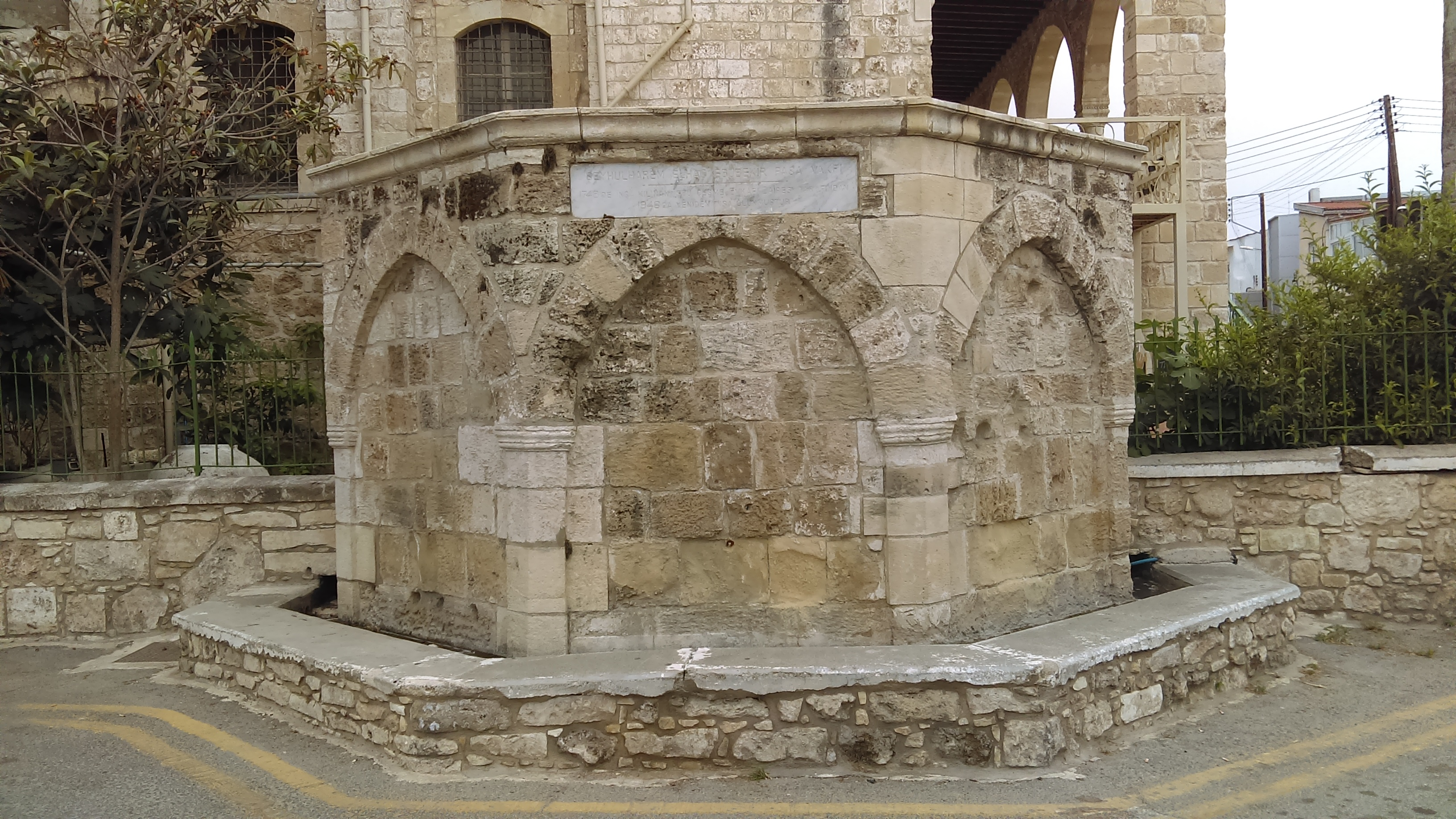
Фонтан
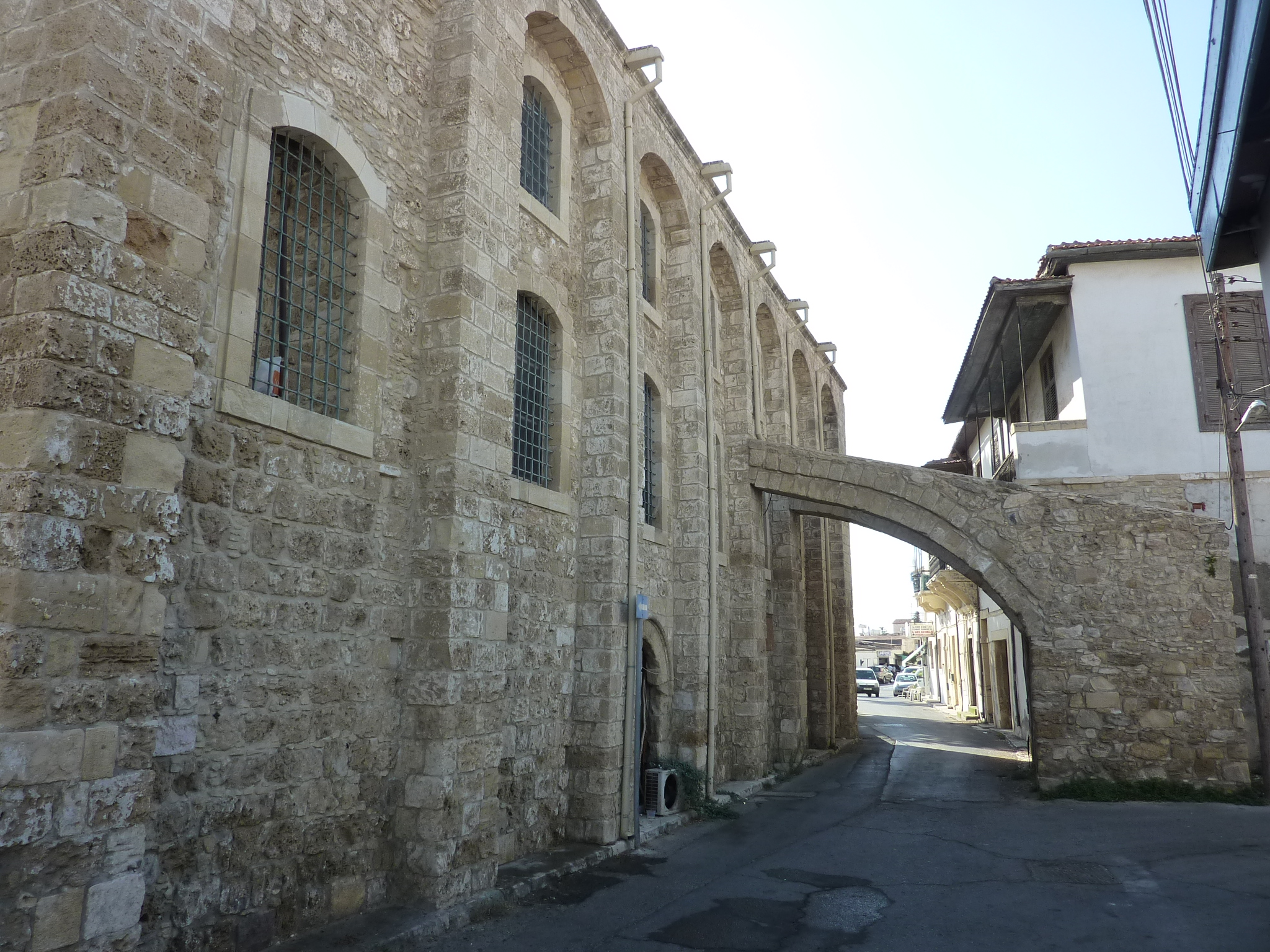
Аркбутани